# Constantin Siegwart-Müller
Pour les articles homonymes, voir Müller.
Constantin Siegwart-Müller ou Konstantin Siegwart (10 octobre 1801 à Lodrino (Tessin) - 13 janvier 1869 à Altdorf (Uri)) est un avocat et homme politique suisse catholique. Il est l'un des principaux meneurs du parti ultramontain à Lucerne. Il joue un rôle éminent dans la guerre du Sonderbund de 1847.

## Biographie
Il naît à Lodrino, dans le canton du Tessin où son père, issu d'une famille de verriers de la Forêt-Noire possède une verrerie. Après des études de philosophie, de droit et de sciences politiques, il s'établit comme avocat et juriste. Entre 1827 et 1832, il siège au conseil d'Uri et se marie avec Josefine Müller en 1828.
En 1833, il s'établit dans le canton de Lucerne, où il devient citoyen d'Oberkirch. En 1834, Siegwart-Müller devient tout d'abord vice-chancelier du canton de Lucerne, puis chancelier en 1836.

## Implication dans la guerre du Sonderbund
C'est dans les années 1830 qu'il se rapproche du mouvement conservateur et ultramontain de Josef Leu. Siegwart-Müller considère comme inévitable l'affrontement entre les cantons radicaux-libéraux et les cantons à dominante catholique-conservatrice qui se regroupent dans la ligue du Sonderbund à partir de 1845.

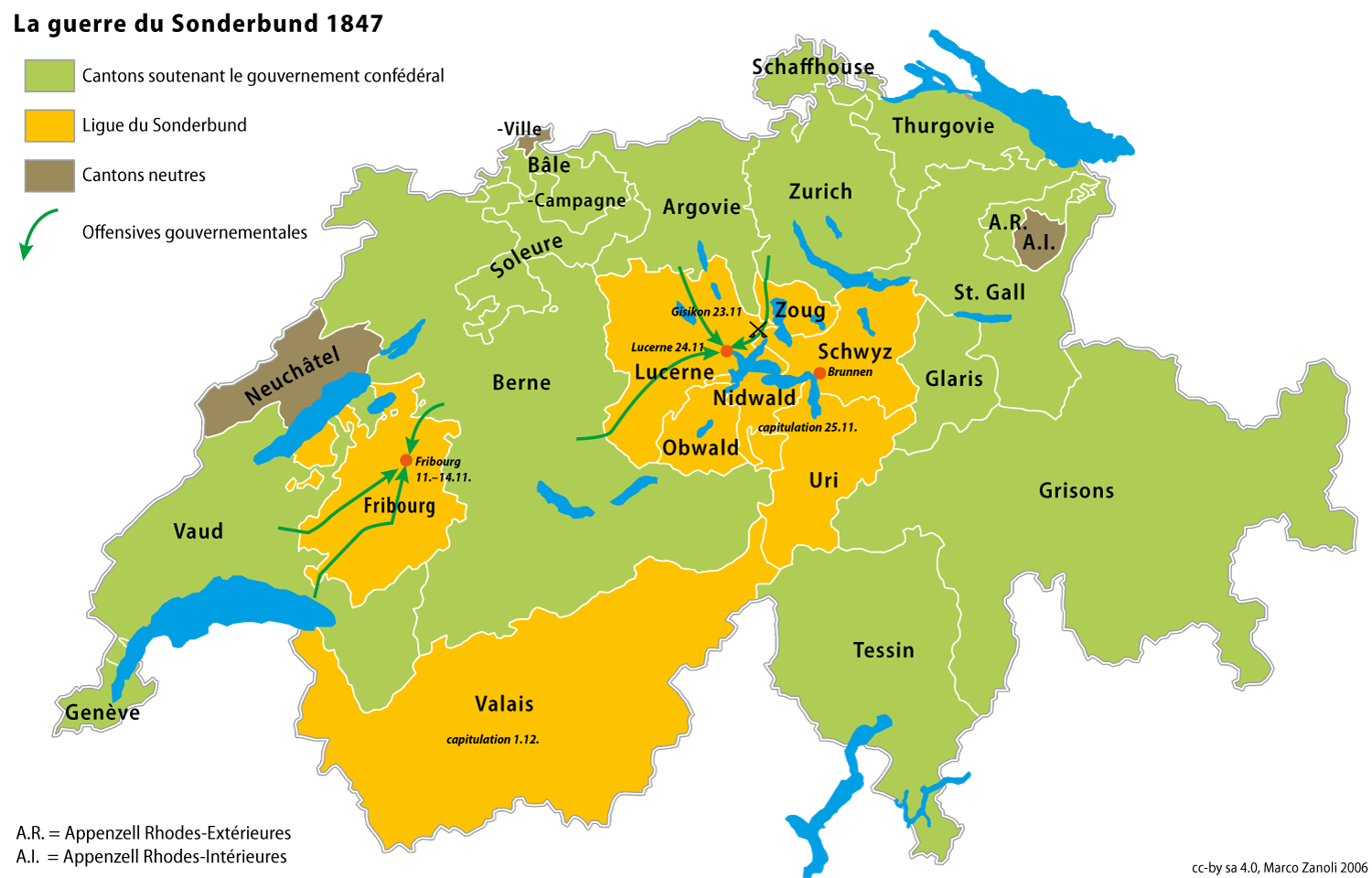
Position des différents cantons lors de la guerre du Sonderbund

Les oppositions entre libéraux et conservateurs suisses déclenche la guerre du Sonderbund. Siegwart-Müller, partisan d'une scission en deux blocs confessionnels et président du conseil de guerre spécial du Sonderbund, contacte le chancelier autrichien Metternich, dans l'espoir de l'impliquer aux côtés des sécessionnistes suisses.
La défaite du Sonderbund en novembre 1847 le conduit à s'exiler à Milan en Lombardie, alors sous tutelle autrichienne ; il rejoint ensuite Innsbruck. Le canton de Lucerne lui ayant intenté un procès pour haute trahison, il ne fait son retour en Suisse qu'en 1857 pour s'installer à Altdorf. Il y rédige ses mémoires sur la guerre du Sonderbund entre 1863 et 1866.